# First night
|  | Denne artikel er oprettet af botten Steenthbot ud fra en ekstern database. Den kan derfor have sproglige fejl eller mangler. Denne skabelon kan fjernes efter kontrol af indholdet. |

First night er en dansk kortfilm fra 2021 instrueret af Darshika Karunahara.

## Handling
First Night er historien om de to dansk-tamilske søstre Devi og Abarna, der er drevet af hver af deres seksuelle nysgerrighed og er fast besluttet på at opleve deres første gang – som ender med at være på samme aften. Den pligtopfyldende storesøster Devi bliver arrangeret gift med Ruban og vil endelig opleve den længe ventede bryllupsnat. Samtidig tilbringer den nysgerrige lillesøster Abarna sommernatten med sin hemmelige danske flirt efter at have forladt sin søsters bryllup med tårer i øjnene. First Night skildrer to personer, der med deres forskelle prøver at tackle den seksuelle undertrykkelse af deres kulturelle baggrund. Den ene søster har ventet hele sit liv til denne nøjagtige nat, og den anden søster kan ikke vente længere.